# Lorraine-Dietrich Type HH 5 B
Der Lorraine-Dietrich Type HH 5 B ist ein Lkw-Modell der 1910er Jahre. Hersteller war Lorraine-Dietrich in Frankreich.

## Beschreibung
Das Modell stand von 1911 bis 1913 im Sortiment.
Der Vierzylinder-Monoblockmotor entstand nach einer Lizenz von Turcat-Méry. 95 mm Bohrung und 146 mm Hub ergeben 4139 cm³ Hubraum. Der Motor war damals in Frankreich steuerlich mit 20 CV eingestuft und wurde auch 20 CV genannt.
Der Motor ist vorn längs im Fahrgestell eingebaut. Er treibt über Ketten die Hinterräder an. In den ersten beiden Jahren hatte das Getriebe drei Gänge, im letzten Jahr vier. Die Bremse wirkt zeittypisch nur auf die Hinterachse.
Der Radstand beträgt 3245 mm und die Spurweite 1600 mm.
Das Fahrzeug wiegt 3,3 Tonnen und bietet 3 Tonnen Nutzlast.